# Claude-Étienne Minié
Claude-Étienne Minié (Parigi, 13 febbraio 1804 – Parigi, 14 dicembre 1879) è stato un militare francese, famoso per aver disegnato una pallottola per fucili ad avancarica, denominata pallottola Minié, nel 1847 ed il fucile Minié nel 1849. Egli perfezionò un progetto di Henri-Gustave Delvigne e Louis-Étienne de Thouvenin.

## Biografia
Minié prestò servizio in una serie di campagne d'Africa con i cacciatori, dopo di che fu promosso capitano. Nel 1849 progettò la pallottola Minié, un proiettile cilindrico con una punta conica. Questo proiettile, abbinato al suo fucile (fucile Minié), apportò un notevole miglioramento nella precisione delle armi.
Il governo francese ricompensò Minié con una somma di 20.000 franchi e lo inserì nel corpo docente della scuola militare di Vincennes. Nel 1858 si ritirò dall'esercito francese, con il grado di colonnello e divenne istruttore militare del Chedivè d'Egitto e manager della Remington Arms negli Stati Uniti. La sua tecnologia di rigatura della pallottola si rivelò fondamentale per l'aumento della precisione delle armi da fuoco durante la Guerra di secessione.